# Juri Konstantinowitsch Kusmenko
Juri Konstantinowitsch Kusmenko (russisch Юрий Константинович Кузьменко; * 27. Oktober 1941 in Lipowka, UdSSR) ist ein russischer Linguist und Skandinavist. Er war Lehrstuhlinhaber für skandinavistische Sprachwissenschaft an der Humboldt-Universität zu Berlin.

## Leben
Kusmenko studierte zwischen 1960 und 1965 Germanische Philologie an der Universität Leningrad. Unter seinen Lehrern war der Germanist Michail Iwanowitsch Steblin-Kamenski. Nach seinem Staatsexamen war Kusmenko als Doktorand am Institut für Sprachwissenschaft der Akademie der Wissenschaften der UdSSR in Leningrad tätig, wo er 1970 mit einer Arbeit über die Geschichte der Affrikaten im Schwedischen promovierte. An der Akademie der Wissenschaften verfasste er 1984 auch seine Habilitationsschrift zur phonologischen Evolution der nordgermanischen Sprachen.
Von 1975 bis zu seiner Berufung an das Nordeuropa-Institut der Humboldt-Universität zu Berlin war Kusmenko Leiter des Seminars für diachrone Phonologie der germanischen Sprachen sowie ab 1988 außerdem Direktor der Abteilung für vergleichendes Studium der indoeuropäischen Sprachen am Institut für Sprachwissenschaft der Akademie der Wissenschaften. In dieser Zeit erhielt er wiederholt Lehraufträge und Vertretungsstellen an den Universitäten Leningrad/Sankt Petersburg und Vilnius, wo er vor allem Sprachgeschichte und Runologie der germanischen Sprachen unterrichtete.
Zwischen 1994 und 2007 war Kusmenko Lehrstuhlinhaber für skandinavistische Sprachwissenschaft am Nordeuropa-Institut der Humboldt-Universität zu Berlin. Seit seiner Pensionierung an der Humboldt-Universität 2007 ist er wieder als Forscher an der Abteilung für vergleichendes Studium der indoeuropäischen Sprachen am Institut für Sprachwissenschaft der Russischen Akademie der Wissenschaften in Sankt Petersburg tätig. Weiterhin erhält er regelmäßig Lehraufträge an den Universitäten in Berlin und Vilnius.

## Forschung und Lehre

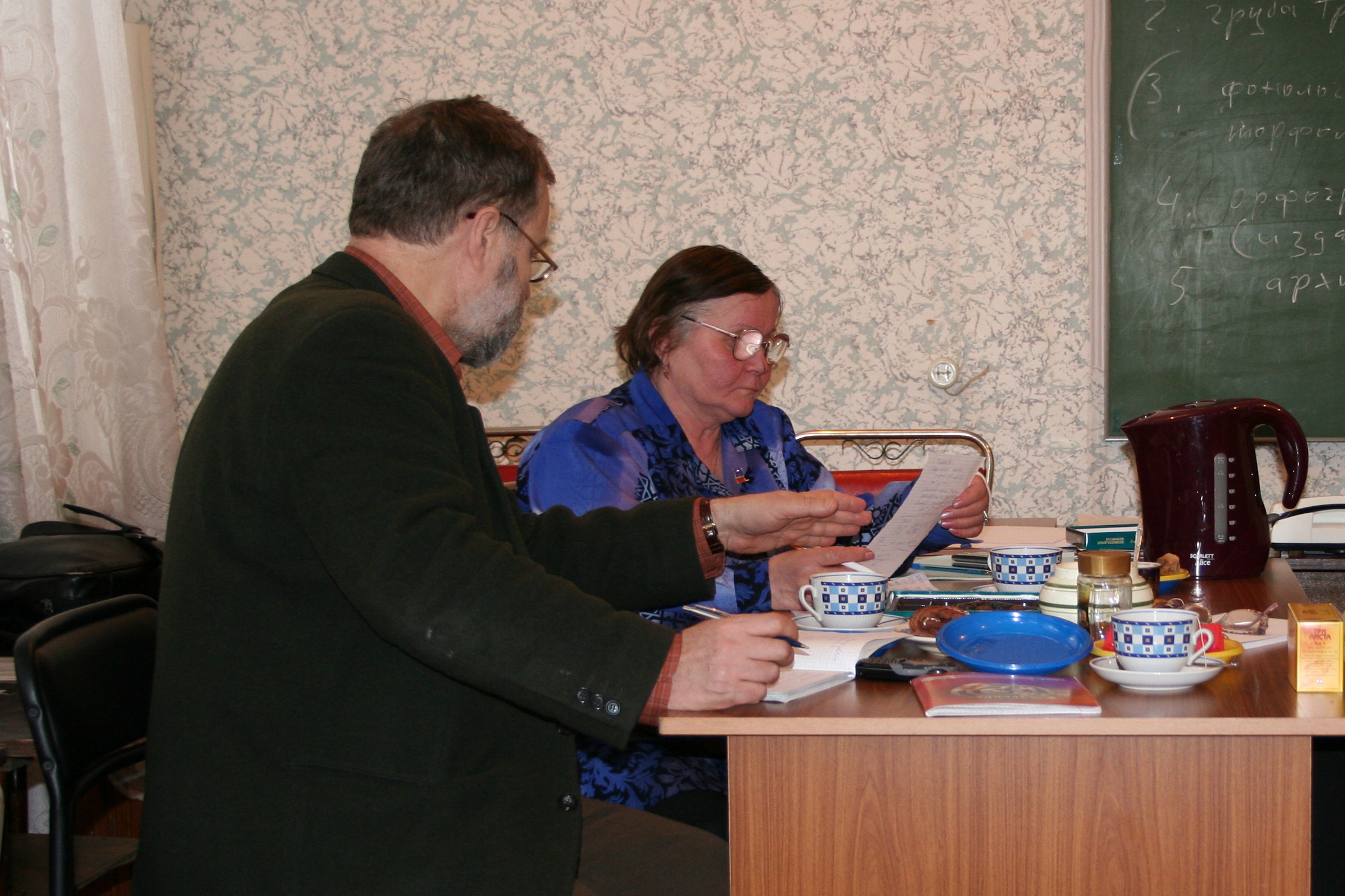
Juri Kusmenko und Nina Afanassjewa (Murmansk, 2006)

Der Schwerpunkt der Forschung und Lehre von Kusmenko liegt auf den nordgermanischen Sprachen, besonders auf historischer Phonologie, Dialektologie, Sprachkontakt und Runologie. Darüber hinaus hat er zum Samischen, zur Sprachtypologie und zur altnordischen Literatur geforscht und gelehrt.
Besonders hervorzuheben sind seine jüngeren Forschungen zum Einfluss der finnougrischen Kontaktsprachen während der Evolution des Nordgermanischen. Die beiden Monographien von 2008 und 2011 behandeln diese Frage ausführlich. Die Hypothese eines samischen Substrates in nordgermanischen Dialekten hat Kusmenko bereits 1983 in einem Artikel sowie 1984 in seiner Habilitationsschrift geäußert.
Juri Kusmenko hat auch einen Beitrag zur Dokumentation und Beschreibung der bedrohten kolasamischen Sprachen geleistet und war nach Georgi Martynowitsch Kert der erste russische Linguist in diesem Feld. In einem von ihm und Michael Rießler an der Humboldt-Universität geleiteten Sprachdokumentationsprojekt arbeitete Kusmenko u. a. mit den kildinsamischen Sprachaktivistinnen Nina Jelissejewna Afanassjewa und Alexandra Andrejewna Antonowa als muttersprachliche Konsultantinnen zusammen.

## Auszeichnungen
- 2011 Ehrendoktor der Universität Vilnius

## Schriften
Monographien
- 1991 Fonologitscheskaja ewoljutsija germanskich jasykow. Leningrad
- 1991 Graffiti na vostotschnych monetach : Drevnjaja Rus i sopredelnyje strany. Leningrad (mit I. G. Dobrowolskij, I. W. Dubow)
- 2008 Der samische Einfluss auf die skandinavischen Sprachen : Ein Beitrag zur skandinavischen Sprachgeschichte. [=BBzS 10]. Berlin[3]
- 2011 Rannie germantsy i ich sosedi. Lingvistika, archeologija, genetika. Sankt Petersburg

Herausgaben (Auswahl)
- 1995 Etnolingwistitscheskie issledowanija: Etnitscheskie kontakty i jasykowie izmenenija. Sankt Petersburg (mit M. A. Borodina)
- 1998 Etnolingwistitscheskie issledowanija: Wsaimodejstwie jasykow i dialektow. Sankt Petersburg
- 2004 The Sámi and the Scandinavians [= Schriften zur Kulturwissenschaft 55]. Hamburg
- 2007 Språk og språkforhold i Sápmi [= BBzS 11]. Berlin (mit T. Bull, M. Rießler)

Artikel und Buchbeiträge (Auswahl)
- 1969 Diachronitscheskaja fonologija affrikat v germanskich jasykach. In: Woprosy jasykosnanija 1969(4), 45–55
- 1973 Diftongi skandinawskogo prelomlenija. In: Lingwistitscheskie issledovanija 1972. 185–198
- 1983 Istoki skandinawskoi metafonii (o saamskom wlijanii na skandinawskie dialekty). In: Arealnye issledowanija v jasykoznanii i etnografii (jasyk i etnos), hrsg. von N. I. Tolstoi. Leningrad. 44–50
- 1993 Einige Bemerkungen zu den altisländischen grammatischen Abhandlungen. In: Skandinavistik 23(2). 85–95
- 1997 Weitere Bemerkungen zu den altisländischen grammatischen Abhandlungen. In: Skandinavistik 27(2). 114–124
- 1997 Zur Interpretation der Runeninschrift auf dem Anhänger von Alt-Ladoga. In: NOWELE 31/32. 181–201
- 2000 Traces of Sámi-Scandinavian Contact in Scandinavian Dialects. In: Languages in Contact, hrsg. von D. Gilbert, J. Nerbonne, J. Schaeken. Amsterdam. 209–224. (mit M. Rießler)
- 2001 Die Ursachen der Suffigierung des bestimmten Artikels in den skandinavischen Sprachen. In: Jasyk i retschewaja gejatelnost 4(1). 184–206
- 2003 Die Quellen der Artikelsuffigierung in den Balkansprachen. In: Aktualnye woprosy balkanskogo jasykosnanija, hrsg. von A. N. Sobolew, A. Ju. Rusakow. Sankt Petersburg. 133–157
- 2003 Die Supradentale. Eine skandinavisch-indoarisch-dravidische Parallele. In: Materialy meschdunarodoi konferentsii, poswjasennoi 100-letiju so dnja roschdenija professora M. I. Steblin-Kamenskogo, hrsg. von N. N. Kasanski, Ju. K. Kusmenko, S. A. Schubik. Sankt Petersburg. 185–194
- 2005 The history of quantity in the Scandinavian languages. In: Tijdschrift voor Skandinavistiek 26(2). 127–144
- 2010 The development of compound prepositions in Norwegian, Swedish and Northern Russian – a case of a Finno-Ugric interference? In: Studies in Eurolinguistics 7, hrsg. von S. Ureland. Berlin. 515–530
- 2012 K woprosu o twerdych, mjagkich i polumjagkich soglasnych v kolskom saamskom. In: Acta linguistica petropolitana 8(1), hrsg. von N. N. Kasanski. Sankt Petersburg. 21–42 (mit M. Rießler)
- 2013 Sami as giants and dwarves in old Scandinavian literature. In: L'Image du Sápmi III, hrsg. von K. Andersson. Örebro. 168–201
- 2016 Esche raz o vosmoschnosti saamskogo vlijanija na skandinavskie jazyki. In: Scandinavian Philology 14(1). 43–58